# Орлатий Андрій Миколайович
Андрій Миколайович Орлатий (нар. 25 січня 1982, Донецьк) — український футболіст, що грає на позиції захисника. Відомий за виступами у низці українських команд різних ліг, у вищому дивізіоні України грав за київську «Оболонь».

## Клубна кар'єра
Андрій Орлатий народився у Донецьку, і є вихованцем футбольної школи місцевого «Шахтаря». До складу дорослої команди «гірників» футболіст приєднався у 2000 році, проте за головну команду так і не зіграв, виступаючи лише у другій і третій команді клубу та в дублюючому складі. В грудні 2004 року разом із великою групою інших футболістів «Шахтаря», які після виступів на юнацькому рівні грали виключно за другу або третю команду клубу, був виставлений на трансфер для отримання ігрової практики в командах вищої ліги. Андрій Орлатий став гравцем київської «Оболоні», і дебютував у вищій лізі 7 березня 2005 року в матчі з одеським «Чорноморцем». У вищій лізі футболіст зіграв лише 4 матчі, оскільки «Оболонь» у сезоні 2004—2005 років вибула до першої ліги. Захисник із Донецька грав за київський клуб до кінця 2005 року, а після цього став гравцем клубу МФК «Миколаїв», який на той час грав у другій лізі. За півроку клуб виграв зональний турнір другої ліги, та повернувся до першої ліги. У миколаївській команді Орлатий виступав ще протягом двох сезонів у першій лізі. Проте внаслідок нефутбольних обставин клуб вимушений був залишити першу лігу, і футболіст вирішив не продовжувати контракт із клубом, а перейшов до складу іншого клубу першої ліги — луцької «Волині». Проте у цій команді Орлатий за півроку зіграв лише 14 матчів, та був виставлений на трансфер. З початку 2009 року футболіст на півроку повернувся до рідного міста, де грав за друголіговий клуб «Титан». У середині 2009 року Орлатий став гравцем івано-франківського «Прикарпаття», у якому виступав лише півроку, і який натепер є останнім професійним клубом футболіста. Від початку 2010 року футболіст грав за аматорські клуби з Донецька «Нова-Люкс» та «УСК-Рубін».